# Carol-Matei Ivanciov
Carol-Matei Ivanciov (n. 9 aprilie 1934 decedat 09.02.2020) este un fost deputat român ales în legislaturile 1990-1992 și 1992-1996, în județul Timiș pe listele Uniunii Bulgare din Banat. În legislatura 1990-1992, Carol-Matei Ivanciov a fost membru în grupurile parlamentare de prietenie cu Australia, Republica Populară Chineză, Regatul Thailanda, Republica Coreea, Ungaria, Iran și URSS.  